# Ichtiman
Ichtiman – miasto w Bułgarii położone w obwodzie sofijskim, centrum administracyjne gminy Ichtiman.
Populacja miasta wynosi 14 525 mieszkańców. Dane te pochodzą ze spisu przeprowadzanego w 2005. Ichtiman jest położony około 48 kilometrów od Sofii a także o około 90 km od miasta Płowdiw. W bliskim sąsiedztwie miasta znajduje się autostrada Trakija prowadząca z Sofii do miejscowości Burgas.

## Historia
Miasto zostało założone w czasach rzymskich jako placówka obronna znajdująca się na trasie strategicznej drogi prowadzącej nad Bosfor. Za czasów Bizancjum a później także Imperium Bułgarskiego miasto zachowało defensywny charakter. W okolicach miasta powstały liczne fortyfikacje obronne, które miały zapewnić ochronę okolicznym miejscowościom.
W XIV wieku miasto zostało zdobyte oraz włączone do granic Imperium Osmańskiego. W 1878 miasto weszło w skład niepodległej Bułgarii, która odzyskała niepodległość od Turcji.

## Religia
Dominująca większość mieszkańców Ichtimanu wyznaje prawosławie.